# Хмелько Михайло Іванович
Миха́йло Іва́нович Хмелько́ (*23 жовтня 1919 — †15 січня 1996) — український радянський художник. Заслужений діяч мистецтв УРСР (1951), Народний художник УРСР (1963), двічі лауреат Сталінської премії (1948, 1950).

## Життєпис

Художник Михайло Хмелько (1967). Автор Тетяна Яблонська

Народився 23 жовтня 1919 року в Києві у родині робітника заводу «Арсенал», революціонера та партійного діяча Івана Миколайовича Хмелька та домогосподарки. З дитинства захоплювався малюванням, з 10 років відвідував художню студію Михайла Ярового.
У 1933 році вступає до Київського художнього технікуму та влаштовується гравером до Першої державної типографії. З 1935 року навчався в Одеський художній технікум, який закінчив у 1940 році, після чого одразу був призваний до армії артилеристом-обчислювачем.
Брав участь у Другій світовій війні. Почав війну в Сім'ятичах на Берестейщині, дивізії, у якій служив художник, вдалося вибратися з оточення та пройти до Ніжина. В Ніжині Михайло Хмелько пройшов перепідготовку та став сапером-картографом. Невдовзі був тяжко поранений поблизу Гребінки та відправлений до польового шпиталю в Лубнах, де потрапив в окупацію. Потрапити назад на фронт Хмелькові не вдалося, і він повернувся до матері в Київ. У Києві підробляв тим, що писав портрети на замовлення та допомагав по господарству в приміських селах. Після того, як Київ знову взяли радянські війська, Хмелько приєднався до бригади фронтових художників Політуправління Першого Українського фронту.
В 1946 році закінчив Київський художній інститут, де вчився у Карпа Трохименка. З 1947 року регулярно бере участь у республіканських та всесоюзних виставках.
З 1948 до 1973 року викладає в Київському художньому інституті, з 1962 — професор. З 1960 по 1970 роки був завідувачем кафедри живопису, керував майстернею історичного живопису (1960—1973). Викладав живопис, композицію, рисунок, досліджував методику живопису й особливості композиції. Найвідоміші учні — Едуард Ревенко, Леоніла Стебловська, Олена Титова
У 1951 — 1955 роках керував Спілкою художників УРСР, що дало змогу побувати у творчих відрядженнях в США, Канаді, Великій Британії, Японії та ряді соціалістичних країн. Член КПРС з 1954 року.
У 1950-х роках був відзначений орденами Леніна, Трудового Червоного Прапора та медалями.
У 1970-х почав зловживати алкоголем, через що був звільнений з художнього інституту. У 1986 році почав працювати над автобіографією, але вона так і залишилася чернеткою. З початком перебудови попит на картини художника про партійних та військових діячів пропав, художник тяжко переживав розпад СРСР, крім того, почалися сімейні негаразди. Це, а також зловживання алкоголем, призвело до смерті Хмелька 15 січня 1996 року після тривалої хвороби.

## Творчість
Автор багатофігурних композицій пропагандивного характеру: «Тост за великий російський народ» (1947), «Тріумф Батьківщини-переможниці» (1949, про Парад Перемоги), «Навіки з Москвою» (1951, про Переяславську раду), «Шахтарське весілля» (1957), «На вірність партії» (1958, про I з'їзд ВЛКСМ) тощо. Також писав картини на тему німецько-радянської війни, зокрема, «Форсування Дніпра» (1946), «Над Києвом прапор Перемоги» (1975) «1941 — оборона Києва. Голосіївський ліс» (1988).
У 1961 був запрошений на зустріч Юрія Гагаріна, за зібраним з якої матеріалом написав картину «Батьківщина зустрічає героя», яку згодом високо оцінив сам Гагарін.
Для київського музею медицини створив діораму «Медична допомога у військах Богдана Хмельницького».
За картину «Тост за великий російський народ» був удостоєний Сталінської премії II ступеня 1948 року, а сама картина про тост, піднятий 24 травня 1945 року Йосипом Сталіном на зустрічі з генералітетом Червоної армії, часто прикрашала зали адміністративних будівель, клубів, бібліотек тощо. За картину «Тріумф Батьківщини-переможниці» Михайло Іванович отримав Сталінську премію I ступеня 1950 року.
Творчість художника високо цінували провідні партійні діячі, зокрема, Йосип Сталін, Микита Хрущов, Климент Ворошилов та Володимир Щербицький. Хмельку присвячені деякі вірші радянських поетів.
Твори художника зберігаються в київському Національному художньому музеї, московській Третьяковській галереї, музеях Львова та інших міст.

## Галерея

Тост за російський народТост за російський народ
Тріумф Батьківщини-переможниціТріумф Батьківщини-переможниці
Навіки з Москвою, навіки з російським народом
Батьківщина зустрічає герояБатьківщина зустрічає героя